# 1996 год в телевидении
Список 1996 год в телевидении описывает события в мире телевидения, произошедшие в 1996 году.

## События

### Январь
- 1 января
  - На «ОРТ» вышел музыкальный новогодний фильм «Старые песни о главном».
  - Конец вещания Свежий ветер.
  - Премьера киножурнала «Ералаш» на «ОРТ»[1].
- 3 января — На «ОРТ» состоялась премьера бразильского телесериала «Секрет Тропиканки».
- 7 января — На «РТР» вышел первый выпуск игры «Колесо истории» с Леонидом Якубовичем.

### Март
- 2 марта — Премьера программы Сергея Доренко «Характеры» на «НТВ»[2] производства телекомпании «REN-TV»[3].
- 10 марта — В детском блоке программы «Волшебный мир Диснея» на канале «РТР» состоялась премьера Мультипликационного сериала «Аладдин».

### Апрель
- 8 апреля — Начало съёмок юмористического журнала видеокомиксов «Каламбур» (первоначально называвшийся «Фул Хаус»)[4].
- 21 апреля — На «РТР» впервые вышла информационно-аналитическая программа «Зеркало» с участием Николая Сванидзе.
- 23 апреля — На «Шестом канале» состоялась премьера юмористического телесериала «Осторожно, модерн!».
- 25 апреля - первый выпуск ток-шоу "Сделай шаг" производства АО "Взгляд" для МНВК.
- 29 апреля — Переименование португальских телеканалов «RTP Canal 1» в «RTP1» и «TV2» в «RTP2».

### Май
- 1 мая — Начало музыкального вещания Муз-ТВ.
- 10 мая — На «ОРТ» вышел последний выпуск передачи «Телескоп».
- 12 мая — На «РТР» вышел последний выпуск новостийной программы-пересмешника «Анализы недели» с Леонидом Якубовичем и Аркадием Аркановым.
- 13 мая — Телеканал «РТР» отмечал свой юбилей — 5 лет в эфире[5].
- 14 мая — Начало музыкального вещания Муз-ТВ на 9 ТВК в Арзамасе.
- 26 мая — На ОРТ в детском блоке «Мультфейерверк» состоялась премьера мультипликационного сериала «Приключения Вуди и его друзей».

### Июнь
- 1 июня
  - Начало вещания нидерландского телеканала «BVN».
  - Впервые в России на телеканале 2х2 показано аниме Сейлор Мун
- 11 июня — Начало музыкального вещания Муз-ТВ на 25 ТВК в Архангельске.
- 16 июня — начало вещания краснодарского телеканала «Синтез-ТВ».
- 30 июня — вышел последний выпуск телеигры «Колесо истории» с Леонидом Якубовичем, на телеканале РТР.
- Начало вещания латвийского телеканала «TV Rīga».

### Июль
- 1 июля — Смена графического оформления на «РТР».
- 4 июля — С «ТВ-6»[уточнить] на «РТР» переехала юмористическая программа «Раз в неделю».
- 9 июля — Начало музыкального вещания Муз-ТВ на 31 ТВК в Астрахани.
- 25 июля — На «ОРТ» вышел первый выпуск семейного ток-шоу Валерия Комиссарова «Моя семья»[6][7].

### Август
- 13 августа — Начало музыкального вещания Муз-ТВ на 31 ТВК в Балаково.
- 15 августа — Программа «Телескоп» начала выходить на «РТР».
- 30 августа — начало вещания датского телеканала «DR2». Одновременно с этим телеканал DR меняет своё название на «DR1».

### Сентябрь
- 1 сентября — запуск системы спутникового телевидения «НТВ-Плюс»[8][9].
- 2 сентября — начало вещания телеканала «TV XXI».
- 7 сентября — программа «Колесо истории» переехала с «РТР» на «ОРТ».
- 8 сентября - вышла в эфир программа "Человек в маске" производства Авторского телевидения.
- 21 сентября - вышла в эфир программа "Старая квартира" производства Авторского телевидения.

### Октябрь
- 1 октября — Начало вещания кировского «Девятого канала».
- 6 октября — Начало вещания французского телеканала «Teva».
- 7 октября — Начало вещания американского телеканала «Fox News Channel».
- 12 октября — На «ОРТ» вышел в эфир первый выпуск юмористического журнала видеокомиксов «Каламбур».
- 20 октября — Начало вещания украинского общенационального телеканала «Интер»[10].
- 22 октября — На канале «НТВ» вышла познавательно-развлекательная детская передача «Улица Сезам».
- 28 октября — На «ОРТ» состоялась премьера мультипликационного сериала «Космические спасатели Лейтенанта Марша».

### Ноябрь
- 1 ноября — Начало вещания екатеринбургского телеканала «РТК-29».
- 4 ноября — На канале «РТР» вышел последний выпуск юмористической программы «Джентльмен-шоу».
- 10 ноября — конец вещания телеканала «Российские университеты».
- 11 ноября — Указом Президента РФ началось вещание телеканала НТВ в полном объёме на постоянной основе в утреннее и дневное время. Теперь начинается вещание не в 6 вечера, а в 6 часов утра (в рабочие) и в 8 часов утра (выходные и праздничные дни)[11].
- 14 ноября — На «ОРТ» начала выходить юмористическая программа «Джентльмен-шоу», которая будет транслироваться на этом же канале до 15 сентября 2000 года, а с 13 декабря 2000 года она снова вернется в эфир на канале «РТР».

### Декабрь
- 1 декабря — Начало вещания СТС[12].
- 14 декабря — На «ТВ-6» вышел первый выпуск юмористического шоу «О.С.П.-студия»[13].
- 30 декабря — На «НТВ» вышел последний выпуск программы «Сто к одному».

## Без даты
- Начало вещания курганского телеканала «Гриф Медиа».
- Смена названий шведских телеканалов «Kanal1» в «SVT1» и «TV2» в «SVT2».
- Смена логотипа московского телеканала «Телеэкспо».
- В первом квартале 1996 года постепенно меняется основная заставка телекомпании ВИD: в большинстве передач ВИD’а, выходивших на «ОРТ», открывающая заставка с фанфарами и изображением шара, падающего с трамплина, меняется на изображение экрана, под музыку показывающего кадры из передач телекомпании и маску ВИD в конце; тем не менее, полная версия старой открывающей заставки эпизодически использовалась до осени 1997 года.
- Начало вещания IVK.